# Unter Beobachtung (2013)
Unter Beobachtung (Originaltitel: Closed Circuit) ist ein Politthriller aus dem Jahr 2013. Regie führte John Crowley, das Drehbuch schrieb Steven Knight. Die Hauptrollen spielen Eric Bana, Rebecca Hall, Ciarán Hinds, Jim Broadbent und Riz Ahmed. Die US-Premiere erfolgte am 28. August 2013.

## Handlung
Eine in einem Lastwagen platzierte Bombe explodiert auf dem Londoner Borough Market und tötet 120 Menschen. Die Londoner Polizei erhält einen anonymen Hinweis und verhaftet Farroukh Erdogan, einen türkischen Einwanderer, als Anführer der Terrorzelle und Drahtzieher des Anschlags. Zwei weitere Mitglieder der Zelle kommen bei dem Bombenanschlag ums Leben, und der vierte wird von der Polizei bei einer Schießerei während der Razzia getötet. Als Erdogans Verteidiger Selbstmord begeht, wird Martin Rose vom Generalstaatsanwalt zu seinem Nachfolger ernannt und schließt sich der Sonderanwältin Claudia Simmons-Howe an. Aufgrund nationaler Sicherheitsbedenken wird Erdogans Fall unter Ausschluss der Öffentlichkeit verhandelt; Claudia vertritt Erdogan in nichtöffentlichen Sitzungen, in denen ein Richter entscheidet, welche Beweise Martin im öffentlichen Verfahren verwenden darf. MI5-Agent Nazrul Sharma wird beauftragt, Claudia mit dem vertraulichen Material zu versorgen und ihre Aktivitäten zu überwachen.
Martin findet heraus, dass Erdogan trotz seiner umfangreichen Vorstrafen sehr schnell die Einwanderung von seinem früheren Wohnsitz in Deutschland nach England genehmigt wurde und innerhalb von sechs Monaten deutlich über seinem Einkommen lebte. Er findet Beweise dafür, dass Farroukh Erdogan in Wirklichkeit Mussi Kartal ist, ein Mitglied einer Terrorzelle, die einige Jahre zuvor für den Bombenanschlag auf einen US-Luftwaffenstützpunkt in München verantwortlich war. Kartal schloss mit der Staatsanwaltschaft einen Deal ab, um einer Gefängnisstrafe zu entgehen. Er stimmte zu, als Informant für den MI5 zu arbeiten, indem er die Londoner Terrorzelle infiltrierte und dem MI5 Informationen für Verhaftungen lieferte. Martin vermutet, dass der MI5 nach dem Bombenanschlag auf den Borough Market befürchtete, dass seine verpatzte Operation öffentlich als direkte Finanzierung des Terrorismus angesehen werden würde, und versuchte, Kartal dazu zu bringen, den Sturz hinzunehmen und alle Beweise für eine Beteiligung des MI5 zu unterdrücken. Während des Spiels der englischen Fußballnationalmannschaft im Wembley-Stadion besprachen Martin und Claudia die Angelegenheit diskret.
In der ersten nichtöffentlichen Gerichtsverhandlung enthüllt MI5-Agentin Melissa Fairbright, dass Kartals Sohn Amir sich in den Laptop seines Vaters gehackt und dem MI5 wertvolle Informationen zur Verfügung gestellt hatte. Der Richter ordnet Amirs Aussage vor Gericht an, da er sie für relevant für den Fall hält. Amir, der zusammen mit seiner Mutter in einem sicheren Haus von MI5-Agenten überwacht wird, gelingt die Flucht zum Haus seiner Tante. Er trifft sich mit Martin und Claudia und gibt ihnen einen USB-Stick, auf dem die Beteiligung seines Vaters an der Operation der MI5-Terrorzelle beschrieben wird. Martin und Claudia vermuten, dass der MI5 Amir töten wird, um sich zu schützen, und begeben sich über Nacht mit ihm auf die Flucht, um ihn am nächsten Tag vor Gericht aussagen zu lassen. Amir sagt in einer nichtöffentlichen Sitzung aus, doch Kartal wird später im Gefängnis ermordet und durch Erhängen wie ein Selbstmörder dargestellt. Mit dem Tod von Kartal bricht der Fall zusammen und sämtliche Beweise für die MI5-Operation werden unter Verschluss gehalten. Amir und seine Mutter dürfen jedoch in England bleiben.
Drei Monate später, als Martin und Claudia ihre Romanze, die zu Martins Scheidung von seiner Frau geführt hatte, neu aufleben lassen, sickern Informationen über die Beteiligung des MI5 am Bombenanschlag auf den Borough Market an die Medien durch.